# Candida methanosorbosa
Candida methanosorbosa är en svampart som först beskrevs av S. Abe & Yokote, och fick sitt nu gällande namn av J.A. Barnett, R.W. Payne & Yarrow 1983. Candida methanosorbosa ingår i släktet Candida, ordningen Saccharomycetales, klassen Saccharomycetes, divisionen sporsäcksvampar och riket svampar.   Inga underarter finns listade i Catalogue of Life.